# وادي النعام
  وادي النعام (بالإنجليزية: OUED NAAM)‏ هي جماعة قروية تابعة لإقليم الرشيدية ضمن جهة درعة تافيلالت بالمغرب.  بلغ مجموع عدد سكان   وادي النعام حسب إحصاءات 2004 حوالي 5709  نسمة  يعيشون في  1000 أسرة.

## إحصاء عام
| السنة | عدد السكان | عدد الأسر | عدد الأجانب |
| ----- | ---------- | --------- | ----------- |
| 1994  | 6729       | 1041      | °°°°        |
| 2004  | 5709       | و         | 3           |

## دواوير الجماعة
- قصر السهلي
- قصر بني وزيم
- قصر ولاد علي
- قصر بودنيب
- قصر الطاوس
- قصر تازكارت
- قصر قدوسة
- قصر الكرعان